# Музыкальная индустрия России
Музыкальная индустрия или музыкальный бизнес или музыкальный рынок России — часть экономики и общественной жизни России, объединяющая компании и граждан, зарабатывающих деньги посредством создания и продажи музыкальных произведений. Музыкальная индустрия является составной частью более обширного сектора экономики — индустрии развлечений России, в которую также входят киноиндустрия, мода, индустрия компьютерных игр, телевидение, радио, книготорговля, игорный бизнес и др.
В музыкальном бизнесе задействовано большое число людей и организаций: музыканты, создающие и исполняющие музыкальные произведения; компании и специалисты, занимающиеся звукозаписью и продажей музыки (в том числе продюсеры, студии звукозаписи, звукорежиссёры, лейблы, музыкальные магазины и коллективные организации по управлению правами); организаторы гастролей (букинг-менеджеры, промоутеры, концертные площадки); теле- и радиосети, работающие в музыкальном формате (музыкальное телевидение, музыкальные радиостанции); музыкальные журналисты и критики; производители музыкальных инструментов и многие другие.
По данным информационного агентства InterMedia музыкальный рынок России, с учётом пиратского контента, оценивается в 3,5 млрд долларов и по числу легально реализуемых экземпляров музыкальной продукции входит в десятку крупнейших рынков мира. В Российской Федерации работают около 2,7 тыс. артистов и коллективов, аудитория которых по всему миру составляет 300 млн русскоговорящих. В самой России насчитывается 28 млн активных потребителей музыкальной продукции. Основным центром создания популярной русскоязычной музыки является Москва, в меньшей степени — Санкт-Петербург. Рынками сбыта также выступают постсоветские страны, в том числе Украина и Белоруссия. Значимым центром производства и потребления русскоязычной музыки является Киев.

## Структура музыкальной индустрии России
Музыкальная индустрия Российской Федерации делится на несколько различных по характеристикам секторов. В 2011 году эксперты информационного агентства InterMedia отмечали, что большая часть музыкального бизнеса в России не учитывается в официальной государственной статистике: например, в ежегодном отчёте Росстата «Социально-экономические показатели Российской Федерации» концертная деятельность не подлежит отдельному учёту, а указана в общем объёме «прочие коммунальные, социальные и персональные услуги». Помимо традиционных отраслей (продажа музыкальный носителей, концертная деятельность и т. д.), музыкальный бизнес является основополагающим или оказывает влияние на иные индустрии производства: производство mp3-плееров, киноиндустрию, СМИ, игорный бизнес, торговлю, транспорт и даже политику и религию. Основные отрасли музыкальной индустрии России включают:
- Концертную деятельность (афишные концерты и закрытые платные мероприятия).
- Продажи физических носителей
- Цифровые продажи (интернет и мобильные)
- Доходы музыкальных радиостанций
- Отчисления в общества по коллективному управлению правами
- Иные доходы правообладателей, связанные с музыкой (рекламные и политические мероприятия и др.)

## История

### XIX век: Зарождение музыкальной индустрии вРоссийской Империи
Продюсер Иосиф Пригожин в своей книге «Политика: вершина шоу-бизнеса» (2001) сравнивал первое проявление эстрадного рынка с популярным в народе увеселением — скоморошничеством. Законодательное регулирование сферы эстрадных выступлений появилось только в 1854 году, когда Николай I подписал императорский указ о введении «Правил, касательно учреждения различного рода публичных увеселений и простонародных забав в столицах». Согласно документу, исключительное право на проведение любых эстрадных мероприятий на территории Москвы и Санкт-Петербурга передавалось государственным театрам, которые могли по своему усмотрению передавать его частным лицам.
В 60-х годах XIX столетия российское правительство ужесточает правила концертной деятельности. После рассмотрения «Дела, относительно сценических представлений в обеих столицах частными лицами» император Александр II 2 апреля 1862 года закрепил монополию императорских театров на любые виды эстрадных представлений. Официальное уведомление правителя гласило: «Министр двора уведомляет, что по высочайшему повелению публичные сценические представления составляют исключительное право императорских театров, и изъятие допускается только в уважение благотворительной цели, при том не иначе, как с высочайшего разрешения». В это время в столицах получает развитие «эстрада кафешантана» — представления, направленные на развлечение богатой публики и отличавшиеся экстравагантностью. Параллельно большую популярность завоевали цыганские коллективы, возникшие в 30-х гг. XIX века и обслуживавшие дворянские общества.
Одновременно с концертной деятельностью развивается музыкальное издательство. В середине XIX века возникают первые печатные предприятия, массово производившие ноты. В Санкт-Петербурге, в 1868 г., открылось крупное музыкальное издательство «В. В. Бессель и Ко», выпускавшее произведения Рубинштейна, Кюи, Чайковского, Мусоргского. Предприятие издаёт журналы «Музыкальный листок» (1822—1877 гг.) и «Музыкальное обозрение» (1885—1888 гг.).
В конце XIX столетия была отменена монополия казённых театров на эстрадные выступления, оформленная указом Александра III от 24 марта 1882 года. На эстрадном рынке с этого момента начинают доминировать рыночные отношения. В 1897 году в Российской Империи впервые появились граммофоны и грампластинки, а через год появился первый каталог музыкальных записей.

### Начало XX века: Развитие грамзаписи
Начало XX века в России характеризовалось бурным развитием индустрии развлечений, в том числе и музыкальной. Нотно-издательское дело достигло своего расцвета и появились всемирно-известные российские издательства, как например фирма Петра Юргенсона. Создаются многочисленные музыкальные магазины нот, в том числе в Ярославле, Ростове-на-Дону, Екатеринбурге, Саратове и других городах империи.
Наибольшее развитие получила сфера грамзаписи. В 1902 году в Риге был открыт первый завод по производству грампластинок в Российской Империи. Одновременно с развитием грамзаписи, возникает и профессия звукорежиссёра (первоначально использовался термин звукотехник). В записи пластинок принимали участие певцы, оркестры и хоры, куплетисты, рассказчики и ключевой фигурой становятся именно звукорежиссёры, которые отвечали за отбор артистов, их прослушивания и принимали решение о подписании контрактов. Первым звукорежиссёром в России считают Рихарда Якоба, который первым начал продавать в Москве граммофоны, а позже, в 1902 году открыл там же студию звукозаписи. Через год была основана фирма грамзаписи «Якоб-Рекорд».
Первым российским записанным на грампластинку артистом стал Фёдор Шаляпин. В 1902 году артист напел арию из оперы «Фауст» и два романса Петра Чайковского в импровизированной студии в одном из номеров гостиницы «Континенталь». Работа над дисками стала приносить исполнителям постоянный доход и служила популяризации их творчества, в особенности в провинции. Начинает издаваться специализированный журнал «Граммофон и фонограф».
В России работа над записью пластинок велась постоянно, но наивысшего пика нагрузка на звукотехников достигала во время Великого Поста, т.е. время, когда мастера сцены были не у дел, поскольку спектакли и концерты не проводились. Накануне граммофонные предприниматели и их агенты ночи напролет осаждали квартиры знаменитостей, пытаясь заполучить их согласие на запись. Надо отдать должное оперативности работы компаний того времени: если контракт заключался, то новые «боевики» (так тогда называли шлягеры) выходили уже к Пасхе.
В 1910 году открывается знаменитый Апрелевский завод. На следующий год начинает работу фабрика товарищества «Сирена-Рекорд», выпустившая за год 2 с половиной миллиона пластинок. Происходят изменения в законодательстве и Государственная Дума в марте 1911 года принимает закон «Об авторском праве», в котором впервые обозначены интересы звукозаписывающих компаний. Учреждается Агентство музыкальных прав русских авторов (АМПРА). В 1911 году было основано Русское акционерное общество граммофонов (РАОГ), которое возглавил известный артист Николай Фигнер, который поначалу негативно отнёсся к грамзаписи, но позже стал активным её популяризатором. К 1912 году музыкальная индустрия России представляла собой заметное явление. Во всех городах империи работали музыкальные магазины, главные звукозаписывающие компании имели свои студии, за десять лет звукотехниками был накоплен достаточный опыт. Крупнейшими фирмами грамзаписи на тот момент были «Граммофон», «Зонофон», «Якоб-Рекорд», «Пате», «Сирена-Рекорд», «Колумбия», «Метрополь-Рекорд», «Стелла-Рекорд», «РАОГ», «Звукопись» и «Экстрафон».
В этот период на музыкальном рынке впервые появляются недобросовестные производители, производящие «пиратские» пластинки. Их производством занимались компании «Неографон», петербургский филиал американской фирмы «Мелодифон» и товарищество «Орфенон». К 1915 году в России существовало 6 фабрик по производству грампластинок, годовой тираж которых составлял 20 млн экземпляров. Апрелевская фабрика выпускала по 300 тыс. пластинок в год. В общей сложности, в период с 1902 по 1917 гг. крупными фирмами было сделано более сотни тысяч записей, которые, по мнению Александра Тихонова, совершили культурную революцию, сделав доступным для населения творчество артистов.

### 1917—1991: музыкальная индустрия вСССР

#### 1917—1947 гг.
После революции 1917 года частная инициатива в музыкальном бизнесе была запрещена. Издательское дело переходит в руки государства, и в 1922 году нотное издательство становится частью «Госиздата» на правах музыкального сектора. В 1930-е гг. было основано Государственное музыкальное издательство «Музгиз». Был основан Музыкальный фонд СССР при Союзе композиторов, занимавшийся изданием произведений советских авторов. Производство грампластинок также национализируется и быстро приходит в упадок. В 1919—1920-х гг. было выпущено 500 тыс. грампластинок, большую часть которых составили речевые записи. В середине 20-х гг. возобновляется работа старых заводов, а в 30-е начинает работу Всесоюзный дом звукозаписи в Москве.
Концертная деятельность также становится жёстко регламентированной. Организовываются всесоюзные концертные агентства «Госконцерт», «Союзконцерт», «Росконцерт», а также региональные отделения. Выплаты гонораров за выступления подвергаются тарификации. Большую роль в концертном деле стала играть идеология. Артемий Троицкий в книге «Я введу вас в мир поп» (2009) писал, что несмотря на тоталитаризм, царивший в СССР в 30-е годы, популярная музыка в этот период развивалась активно, появился ряд известнейших артистов, как например Леонид Утёсов, Вадим Козин, Любовь Орловa, Клавдия Шульженко, Изабеллa Юрьевa и др.
23 февраля 1923 года началась история музыкального радиовещания в России, когда по радио в СССР впервые прозвучал концерт. С 1924 года радиовещание становится регулярным. В 30-х музыка уже активно звучит по радио, а также развивается в кинематографе: появляются музыкальные кинокомедии. В период Второй мировой войны налаживаются союзнические отношения СССР с Великобританией и США. В Советский Союз приезжали на гастроли американские ансамбли, в магазинах продавали иностранные пластинки. Большой популярностью пользовались американские мюзиклы. С наступлением 1948 года дружественные отношения между СССР и Западом прекращаются, наступает период Железного занавеса, и культурная интеграция получает неодобрение власти, что выражалось в запрете западной музыки.

#### 1948—1991 гг.

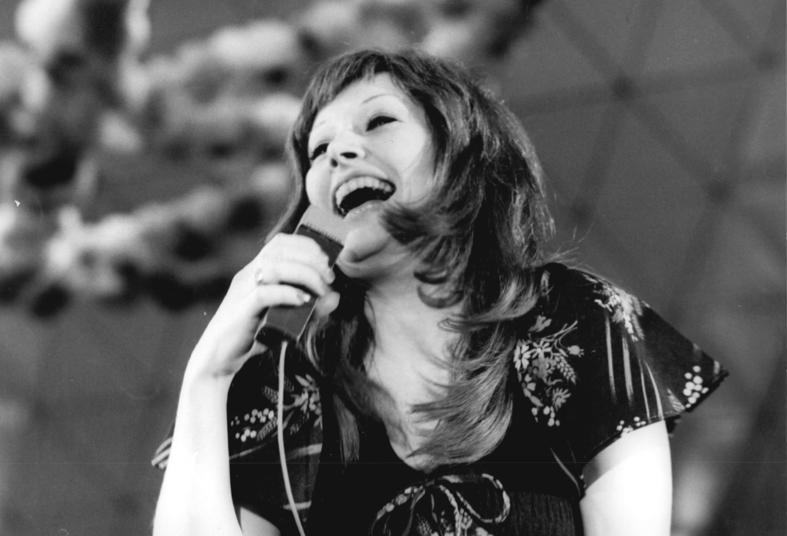
Записи Аллы Пугачёвой разошлись тиражом более 100 миллионов экземпляров.

В 1957 году основывается всесоюзная студия грамзаписи. Производство пластинок начинает возрождаться. В 1960-е гг. популярными становятся вокально-инструментальные ансамбли, альбомы которых расходятся большими тиражами. В 1964 году была основана всесоюзная студия грамзаписи «Мелодия», ставшая на долгие годы монополистом в звукозаписи. «Мелодия» объединила всесоюзную и периферийные студии грамзаписи, заводы по производству грампластинок, оптовые торговые базы, Дома грампластинок, и стала осуществлять централизованное руководство творческими и промышленными предприятиями и организациями, находящимися в её ведении. В первый год существования фирмы, на Апрелевском заводе, крупнейшем в составе «Мелодии», был освоен выпуск гибких грампластинок. Эти пластинки были просты в изготовлении и более доступны по цене, чем обычные. Гибкие пластинки изготовлялись для звукового журнала «Кругозор», выходившего ежемесячно с 1964 года, «Клуб и художественная самодеятельность», детского журнала «Колобок». На самостоятельных гибких пластинках выпускалась эстрадная музыка.
Внешнеторговое объединение «Международная книга» стало представителем «Мелодии» за рубежом. При посредничестве «Межкниги», в 1965 году был заключён контракт «Мелодии» с немецкой компанией «Ариола-Евродиск». Успех продаж советских записей в ФРГ стал решающим фактором при подписании американской компанией «Кэпитол» (англ. Capitol) эксклюзивного контракта с «Мелодией» в августе 1966 года. Ожидания от продаж в США оправдались, и позднее, в связи с продажей 250-тысячной пластинки советских записей, «Мелодии» был вручен Золотой диск от «Кэпитол». К 1970 году тиражи пластинок в СССР достигли 180 миллионов экземпляров.
В 1973 году страна присоединилась к Женевской всемирной конвенции об авторском праве, и начался выпуск лицензионных пластинок иностранных исполнителей. Продажа пластинок в СССР была централизованной и осуществлялась через 35 тыс. торговых точек. Наиболее продуктивными были три тысячи специализированных и фирменных магазинов, через которые продавалось 65 % всей продукции. Из-за жёсткой централизации возникали большие сложности с определением спроса и тиража новых пластинок. «Мелодия» пыталась решить эти проблемы различными способами, но решить её так и не удалось. В 1976 году при «Мелодии» была образована тиражная комиссия, которая определяла стартовый тираж любой записи (при этом первые тиражи составляли 5 % от общих). Поскольку никто не мог спрогнозировать итоговый тираж записей, работа комиссии была очень субъективной. Так, например, пластинка Аллы Пугачёвой «То ли ещё будет» вышла стартовым тиражом в 12 тыс. экземпляров, а итоговый её тираж составил 2 млн. 200 тыс.
На рубеже 60-х — 70-х годов начинает развиваться новый формат аудиозаписей — компакт-кассета. В СССР первый магнитофон под компакт-кассету появился в 1969 г. — «Десна», производившийся в Харькове. В это же время «Мелодия» налаживает выпуск первых кассет.
В 1980-е гг. в стране, в связи с Перестройкой, на музыкальном рынке вновь возникает частная инициатива и появляются первые кооперативы, самостоятельно выпускающие записи. Первым из них стала фирма «Синтез», положившая конец многолетней монополии «Мелодии». В 1987 году выпуск грампластинок в СССР составил 115 млн экземпляров. В 1989 году «Мелодия» в последний раз отчиталась об объёмах рынка продаж аудипродукции в СССР, направив отчёт в IFPI; по данным госпредприятия, в 1989 году в СССР было продано 89,1 млн долгоиграющих пластинок и 11 млн компакт-кассет, а также 10,4 млн синглов. В этом же году в стране впервые открылся завод по производству компакт-дисков, в 1990-м году первые десять наименований альбомов появились в продаже. Первым изданным компакт-диском стал альбом «Иван Грозный — Стихира» Родиона Щедрина. За 1990—1991 гг. было выпущено более 150 наименований компакт-дисков.

### Музыкальная индустрия в Российской Федерации

#### 1990-е
С развалом СССР и крушением социалистической экономики связывают начальный этап зарождения современного музыкального рынка в России. Первые годы после образования Российской Федерации музыкальная индустрии отличалась неустойчивым положением, однако, именно в это время у артистов появилась возможность продавать свои произведения без влияния государственной цензуры. Отношения в музыкальном бизнесе становятся рыночными и реализацией аудиопродукции начинают заниматься множество мелких предпринимателей. К 1994 году было создано 74 новые музыкальные фирмы, при этом большинство из них (60) выпускали исключительно компакт-диски. Крупнейшими лейблами по тиражам на тот момент были: SNC, General/Moroz, JSP, RDM, BSA, RECRecords, «Мелодия», RCD и «Анима Вокс», «Ладъ», «Союз», «ЗеКо», «Бекар», «Имидж» и «Апрелевка саунд». Рынок дистрибуции был представлен, в основном, музыкальными ларьками и рынками, а специализированные музыкальные магазины существовали только в нескольких крупных городах. Российский рынок был схож с рынками малоразвитых стран.
Большую долю рынка занимала пиратская продукция: в сегмента компакт-кассет — 95 %, в сегменте компакт-дисков — 64 %. Первый советский завод по производству CD переквалифицировался на производство пиратских записей. Существенную долю контрафакта составил импорт из Болгарии и Китая. 3 ноября 1994 года Россия присоединилась к двум важнейшим международным конвенциям по авторскому праву — Бернской и Женевской (фонографической). В этом же году на российский рынок впервые приходит один из мейджоров «большой четвёрки»: EMI подписывает контракт на дистрибуцию своей продукции с фирмой SBA. Начало 90-х годов характеризовалось и развитием частного промышленно производства аудиопродукции. В 1993 году под Ярославлем был открыт завод по производству компакт-кассет, с проектной мощностью в 30 млн аудиокассет в год.
На конец 1990-х пришлось усиление на российском рынке зарубежной, прежде всего американской, музыки. В 1998 году в Каннах было подписано соглашение между председателем совета директоров MTV Networks Томом Фрестоном и президентом BIZ Enterprises Борисом Зосимовым о начале вещания в стране канала MTV Russia. В России появляется специализированное музыкальное телевидение.

#### 2010-е
К середине 2010-х гг. доля музыкального рынка России в общемировом масштабе составила около 1,34 %. Общий объём индустрии, по оценкам аналитиков, составил $597 млн за 2015 год, сократившись на 8,1 % к предыдущему году. Несмотря на снижение доходов от концертов, совокупный доход в сегменте музыкальных записей, тем не менее, показал рост на 4,8 %, составив $44,3 млн. Сегмент показал рост благодаря развитию цифровых продаж ($30,4 млн, рост на 11,1 %). Драйверами роста цифровых продаж выступили: приход на рынок iTunes, рост количества пользователей, благодаря увеличению доступа к мобильному и широкополосному интернету, растущая доступность смартфонов и общий рост популярности интернет-платежей. Основными проблемами: высокий уровень пиратства, более низкая сравнительная покупательная способность, сложная и запутанная система прав на музыкальный контент, высокая стоимость прав на музыкальный контент мейджоров.
В 2015—2016 годах произошли изменения в сфере организации коллективного сбора и выплаты авторских отчислений. Постоянно подвергаемые авторами критике в непрозрачности общества по коллективному управлению правами предлагалось перевести под государственный контроль, но позже от этой идеи отказались. Тем не менее, крупнейшие игроки рынка обозначили необходимость реформирования системы. В августе 2015 г. президент России Владимир Путин велел первому вице-премьеру Игорю Шувалову сделать работу обществ более прозрачной. Основной проблемой организаций коллективного сбора авторских вознаграждений называется непрозрачность в распределении вознаграждений: недостаточный контроль со стороны государства, наличие конфликтов интересов менеджеров организаций, непрозрачность методик распределения вознаграждений.

## Концертная деятельность
Концертная деятельность, на настоящий момент, является наиболее обширным сектором российского музыкального бизнеса, оставаясь на протяжении многих лет основным источником доходов музыкантов и авторов. По оценкам экспертов, на 2010 год объём концертного рынка России составлял $ 2,1 млрд. В прессе отмечали, что «цифровая революция» последних лет практически разрушила прежнюю систему продаж физических носителей, что отразилось на снижении доходов музыкантов и одновременно привело к интенсификации концертной деятельности. При этом российский рынок давно существовал по данной схеме, в связи с высоким уровнем музыкального пиратства. Генеральный директор коммуникационного холдинга InterMedia Евгений Сафронов отмечал, что спецификой концертной деятельности является отсутствие лицензирования, что вызывает сложности с подсчётом её объёмов. По оценкам исследований, вступления поп-артистов составляют половину концертного рынка, далее следуют исполнители в стиле рок (29,3 %), классическая музыка (9,4 %), джаз (6,3 %) и разговорный жанр (5,9 %).
По оценкам экспертов, в России на 2013 год работают около 4,5 тыс. компаний по организации гастролей. Большинство из них — мелкие компании, в которых занято от 3-х до 6-и человек. Концертных площадок по России около 10 тысяч, при этом половина из них это музеи. Очень большое число занимают маленькие концертные площадки и клубы, рассчитанные на 100—200 человек. При этом полноценных функционирующих концертных залов в РФ на апрель 2012 года насчитывалось около 40 штук, в то время как в США их число превышает 200 штук. Государственный сектор в этом сегменте бизнеса сведён к минимуму и единственной крупной госкомпанией по организации выступлений эксперты называют Московскую государственную филармонию, которая организует большое количество выступлений классических музыкантов по всей стране.
Основными проблемами концертного бизнеса называют завышенные риски и низкую окупаемость мероприятий, завышенные гонорары исполнителей, высокую стоимость билетов, коррупцию, логистику и несоразмерные расходы на рекламу. В последние годы возросло число гастролей в Россию зарубежных звёзд, хотя их выступления проходят в основном в столицах, в которых сконцентрировано 40—50 % всего концертного рынка страны. Наиболее успешными в этом отношении были выступления в 2010 году Rammstein, Metallica и Криса Ри и, особенно, группы U2, на концерт которых в Москве было продано 60 тыс. билетов.
К положительным качествам индустрии относят постоянный и уверенный рост концертного рынка. За последние годы активно развивался сегмент билетных операторов, которых на 2013 год уже более 200. По мнению экспертов, они выступают драйвером рынка, развивая системы оплаты и доставки билетов. Промоутер и клубный девелопер Игорь Тонких положительно отзывался о росте рынка, отмечая: «За последние годы гонорары артистов выросли почти в 10 раз. Это говорит о росте внутреннего качества всего рынка». Борис Барабанов на круглом столе «Концертный рынок в России: казнить нельзя помиловать» в апреле 2013 года отмечал, что при сохранении старых проблем, в концертном деле появились положительные моменты в виде изменений промо спонсоров и наращивании активности концертной деятельности в регионах.
В начале 2013 года депутатом Алексеем Митрофановым в ГосДуму РФ был внесён законопроект поправок к «Основам законодательства РФ о культуре», на основании которого предполагается ввести лицензирование концертной деятельности. Проект вызвал критику со стороны представителей концертного рынка, которые негативно рассматривали предложение введения обязательной банковской гарантии на сумму 150 млн рублей для организаторов мероприятия, называя такую цифру в сегодняшних условиях нереальной.

## Производство и продажа физических носителей
Выпуском музыкальных альбомов в России занимают как рекорд-лейблы, так, зачастую, и сами артисты. Анатолий Вейценфельд в журнале «Звукорежиссёр» писал, что бизнес-схема производства и продажи альбомов осталась практически неизменной со времён популярности грампластинок: лейбл занимается организацией записи альбома и печатает диски на заводах, организовывает студийную или трансляционную запись музыкального произведения, после изготавливается мастер-диск, с которого на заводе печатается тираж, поступающий затем в магазины. Музыкальный журналист Гуру Кен отмечал, что производство альбомов предполагает высокую долю затрат на производство именно музыки: компания-производитель оплачивает затраты на аренду студии звукозаписи, сессионных музыкантов, авторские и смежные права, сведение, мастеринг и косвенные издержки (пиар, рекламу и т. д.). На российском рынке действует несколько крупных и мелких леблов, выпускающих альбомы, в том числе: CD Land Group, Монолит Рекордс, Мистерия Звука, Студия Союз, Мегалайнер, Real Records, С. Б.А./Gala Records.
Основным носителем на рынке в 90-е годы были компакт-кассеты, которые в начале 2000-х стал активно заменять компакт-диск. В середине 2000-х российский рынок продаж музыки на физических носителях показывал уверенный рост и в 2007 году занял девятое место в мире по объёму. Однако, с 2008 года, в связи с развитием интернет-пиратства, рынок стал стремительно сокращаться (в том числе и пиратский рынок продаж физических носителей). К 2012 году произошло катастрофическое сокращение рынка: по данным Американской ассоциации звукозаписывающих компаний в 2011 году рынок сократился на %30, составив, в денежном выражении, $76 млн. В 2012 году, по информации компании 2М, падение розничных продаж было ещё более существенным и составило 57 %. Закрылись или сократили количество магазинов крупнейшие торговые сети, в том числе «Союз». Первые десять самых успешных релизов разошлись совокупных тиражом в 100 тыс. экземпляров, что соответствует уровню продаж компакт-дисков середины 1990-х. Эксперты Международной федерации производителей фонограмм (IFPI) отмечали, что несмотря на потенциал России стать одним из самых больших рынков для музыки на носителях, в данный момент ситуация в этом секторе плачевна и страна занимает только 23-е место в мире по объёму рынка.
В России, с 2005 года, стабильно увеличивается спрос на грампластинки. Если в 2005 году по продажам они занимали 0,1 % рынка аудиопродукции (10 тыс. экземпляров), то в 2010 году проданный тираж составил 120 тыс., а доля на рынке увеличилась до 0,32 %. 2013 год ознаменовался возрождением интереса к производству виниловых пластинок. В 2012 году «Мультимедиа Холдинг» основал компанию «Винил Рекордс», которая наладила производство пластинок в России. В апреле 2013 года фирма «Мелодия» возобновила производство винила после 22-х летнего перерыва. Первые партии пластинок вышли тиражом по 500 штук.
Согласно исследованию InterMedia, к 2014 году продажи физических носителей перестали играть хоть какую-либо заметную роль в индустрии. С 2004 года продажи сократились в 25 раз (с 487 млрд руб. до 843 млн), прекратили существование большинство специализированных торговых сетей. По мнению экспертов, к 2014 году завершился переход на потребление музыки через цифровые форматы — скачивание и стриминг.

## Цифровые продажи
Рынок продаж цифровой музыки в России делится на продажи через мобильные сети (ринг-бэк-тоны, рингтоны и т. д.) и продажи через интернет. Согласно данным аналитической компании AC&M-Consulting с 2011 года уровень всех видов электронных продаж составляет около 14 млрд рублей (около $500 млн). В 2012 году большую их часть составили продажи ринг-бэк-тонов (11,8 млрд руб.), ещё 2,6 млрд руб. пришлись на продажу другого мобильного контента. 593 млн руб. заработали музыкальные интернет-сервисы. В 2013 году наиболее активно росли продажи через интернет и, по мнению экспертов, наметилась тенденция к снижению популярности мобильных продаж. За первое полугодие рунет-сервисы заработали 808 млн руб. Лидером рынка был назван iTunes Store, также в тройку лидеров вошли Яндекс.Музыка и Trava.ru.
Глава Российской ассоциации электронных коммуникаций (РАЭК) Сергей Плуготаренко сообщил, что за 2013 год в рунете было реализовано музыкальной продукции на сумму в 2 млрд рублей. Музыкальный контент занял второе место по продажам, на первом месте были игры. По данным IFPI в 2014 году цифровая музыка занимала 51 % в общих доходах музыкальных компаний ($36,8 млн в денежном выражении). По форматам большую долю цифрового рынка составила мобильная музыка — $10,7 млн. Далее: продажи отдельных треков — $8,3 млн, продажи альбомов — $6 млн, музыка по подписке — $5,9 млн, музыка за рекламу — $4,5 млн, иное — $1,2 млн.
К 2017 году большое развитие получили сервисы платной подписки. Ещё в 2016 году Россия стала пятым по подписчикам рынком для Apple Music, после США, Великобритании, Японии и Канады. На 2017 год первое место по количеству подписчиков среди платных сервисов в РФ занимает Apple Music (600 тыс.), второе — Яндекс. Музыка (250 тыс.), третье — Google Play Music (100 тыс.) По оценкам, представленные сервисы зарабатывают по подписке около 2,4 млрд рублей в год ($34 млн).

## Чарты
Первые хит-парады появились в СССР во второй половине 70-х, когда рейтинг самых популярных песен страны стали публиковать в газетах «Московский комсомолец» («Звуковая дорожка») и «Смена». В 90-е годы концерн «Союз» составлял рейтинги на основании внутренних продаж физических носителей; тем не менее, составлению объективных показателей по продажам музыки (и, как следствие, созданию единого чарта) мешало массовое пиратство. С 1998 по 2008 годы проводилась ежегодная премия российской индустрии звукозаписи «Рекордъ»; награды вручались на основе официальных тиражей продаж аудио-продукции и количеству вещаний на радио.
По состоянию на 2022 год в России отсутствует единый чарт ввиду нежелания ведущих лейблов и стриминг-платформ раскрывать информацию по продажам и прослушиваниям.

## Рынок музыкального оборудования
Российский рынок музыкальных инструментов и оборудования является одним из крупнейших в Европе. По оценкам, его объём составляет $450 млн и отличается высоким ростом — около 20-30 % в год. Целевая аудитория за последние годы выросла с 1 % до 3-4 % от всего населения страны. К крупнейшим компаниям, поставщикам музыкального оборудования относят: Arsenal Music, Artimusic, Dynatone, InSide, MixArt, Roland Music, SMS pro, Yamaha Music Russia.
По структуре ассортимента делится на два крупных сегмента: контрактный (продажа стационарного оборудования для развлекательных комплексов) и розничный. Основу продаж в музыкальных магазинах составляют гитары и аксессуары к ним. В России на них приходится 35-40 % продаж. Далее, по 10-12 % занимают микрофоны, барабаны и клавишные. Для данного рынка характерна сезонность: в предновогоднее время растёт спрос на световое и звуковое оборудование, летом на акустические гитары, в сентябре на электрогитары.
В последние годы растёт спрос на электронное музыкальное оборудование: электронные барабаны и DJ-оборудование. Заметно различие рынка в крупных городах-миллионниках и регионах: в крупных городах больше спрос на дорогое оборудование и инструменты. В лидерах розницы крупные сети — «МузТорг», «Динатон», «Аккорд», «Музыкальный арсенал», — занимающие 50 % рынка. Активно развиваются интернет-магазины. В Москве насчитывается около 170 музыкальных магазинов, в Санкт-Петербурге — 70. Доля российской продукции в продажах незначительная. Большинство инструментов импортируются из других стран: объём импорта в 2015 году составлял $52,36 млн, доля экспорта российских производителей — $0,64 млн.

## Музыкальная промышленность
Производство музыкальных инструментов в России в настоящее время осуществляется малыми предприятиями. В советский период существовали крупные заводы-производители: Фабрика музыкальных инструментов им. А. В. Луначарского (Санкт-Петербург), фабрика клавишных инструментов «Красный Октябрь» (Санкт-Петербург), Завод духовых музыкальных инструментов (Санкт-Петербург), комбинат музыкальных инструментов «Лира» (Москва), фортепианная фабрика «АККОРД» (Калуга) и другие.
В 1990-е годы большинство фабрик были закрыты и сегодня в стране не сохранились производства, занимающиеся серийным выпуском фортепиано, роялей, духовых инструментов (за исключением народных), барабанных установок, скрипок и альтов. На данный момент, по информации Минпомторга, производством музыкальных инструментов занимаются 48 организаций малого и среднего бизнеса. 25 из них специализируются на выпуске народных инструментов: аккордеонов, баянов, гармоней, балалаек, домр и пр.
В целом, отмечается, что музыкальная промышленность находится в упадке. Так, композитор и виолончелист Ярослав Судзиловский считает, что «советские фабрики делали не блестящие, но надежные инструменты, но сейчас достаточных производственных мощностей, чтобы говорить о существовании в России индустрии, нет. Для обучения используют инструменты, изготовленные в Китае, а для выступлений музыканты покупают инструменты у мастеров-надомников, имена которых уже наперечёт».

## Статистика

### Россия в рейтинге стоимости мировых розничных рынков аудиопродукции
| Год  | Место в мире | В денежном выражении (млн. $) | Ссылка |
| ---- | ------------ | ----------------------------- | ------ |
| 2001 | 19           | 223                           | [ 48 ] |
| 2002 | 15           | 257,4                         | [ 48 ] |
| 2003 | 12           | 326,2                         | [ 48 ] |
| 2004 | 11           | 490,8                         | [ 48 ] |
| 2005 | 14           | 383,93                        | [ 48 ] |
| 2006 | 13           | 404,73                        | [ 48 ] |
| 2007 | 9            | 401,67                        | [ 50 ] |
| 2008 | —            | —                             |        |
| 2009 | —            | —                             |        |
| 2010 | 12           | 263                           | [ 8 ]  |
| 2011 | —            | —                             |        |
| 2012 | —            | 61,7                          | [ 68 ] |
| 2013 | —            | 69,4                          | [ 68 ] |
| 2014 | 23           | 72,8                          | [ 59 ] |
| 2016 | 26           | 63,1                          | [ 69 ] |
| 2020 | —            | 185,5                         | [ 70 ] |

### Продажи компакт-кассет и аудио-дисков
| Год  | Количество копий (млн.) | В денежном выражении (млн. $) | Ссылка               |
| ---- | ----------------------- | ----------------------------- | -------------------- |
| 1992 | —                       | —                             |                      |
| 1993 | —                       | —                             |                      |
| 1994 | 283                     | —                             | [ 31 ]               |
| 1995 | —                       | —                             |                      |
| 1996 | —                       | 220                           | [ 71 ]               |
| 1997 | 108                     | 249                           | [ 72 ]               |
| 1998 | 86                      | 206                           | [ 72 ]               |
| 1999 | 103                     | 153                           | [ 72 ]               |
| 2000 | 110—297                 | 197                           | [ 73 ] [ 74 ] [ 75 ] |
| 2001 | 112                     | 223                           | [ 76 ]               |
| 2002 | —                       | 257                           | [ 77 ]               |
| 2003 | 30—113,8                | 326,3                         | [ 78 ] [ 79 ]        |
| 2004 | 115,5                   | 487,4                         | [ 80 ] [ 79 ]        |
| 2005 | 96,1                    | 383,6                         | [ 81 ]               |
| 2006 | 72,12—84,95             | 384,16                        | [ 50 ] [ 82 ]        |
| 2007 | 75,08                   | 401,67                        | [ 50 ]               |
| 2008 | —                       | 400                           | [ 8 ]                |
| 2009 | —                       | 300                           | [ 8 ]                |
| 2010 | 30                      | 185                           | [ 53 ] [ 8 ]         |
| 2011 | 49,3                    | 76,6—80                       | [ 83 ] [ 84 ]        |
| 2012 | —                       | 73                            | [ 85 ]               |
| 2013 | 6,2                     | —                             | [ 56 ]               |
| 2014 | 3,23                    | 16,4                          | [ 56 ] [ 59 ]        |
| 2016 | —                       | 10,2                          | [ 69 ]               |

### Цифровые продажи
| Год  | В денежном выражении (млн. $) | Ссылка        |
| ---- | ----------------------------- | ------------- |
| 2010 | 2,1—8                         | [ 86 ] [ 87 ] |
| 2011 | 2,6—10                        | [ 86 ] [ 87 ] |
| 2012 | 3,1—15,7                      | [ 86 ] [ 87 ] |
| 2013 | 8—19,4                        | [ 86 ] [ 87 ] |
| 2014 | 21,2—36,8                     | [ 87 ] [ 59 ] |
| 2015 | 17,4—23,5                     | [ 87 ] [ 61 ] |
| 2016 | 26,9—35,5                     | [ 87 ] [ 69 ] |
| 2017 | 36                            | [ 87 ]        |
| 2018 | 55,6                          | [ 87 ]        |
| 2020 | 273                           | [ 88 ]        |